# Muiogone chromopteri
Muiogone chromopteri är en svampart som beskrevs av Thaxt. 1914. Muiogone chromopteri ingår i släktet Muiogone, divisionen sporsäcksvampar och riket svampar.   Inga underarter finns listade i Catalogue of Life.